# Capitophorus
Genre
Capitophorus est un genre d'insectes de l'ordre des hémiptères (les hémiptères sont caractérisés par leurs deux paires d'ailes dont l'une, en partie cornée, est transformée en hémiélytre), de la famille des Aphididae (pucerons).

## Liste des espèces rencontrées en Europe
- Capitophorus archangelskii
- Capitophorus bulgaricus
- Capitophorus carduinus
- Capitophorus elaeagni (Del Guercio, 1894) - puceron vert de l'artichaut
- Capitophorus hippophaes
- Capitophorus horni
- Capitophorus inulae
- Capitophorus pakansus
- Capitophorus similis